# .lighting
.lighting est un domaine Internet de premier niveau générique non-restreint.
Ce domaine est destiné aux fabricants et aux distributeurs de produits d'éclairage (lighting est le mot anglais pour éclairage), ainsi qu'aux professionnels œuvrant dans le domaine de l'éclairage : les photographes et autres.
Bien que le domaine soit destiné aux personnes et aux organisations œuvrant dans le domaine de l'éclairage, il est ouvert à tous sans restrictions.

## Historique
Le domaine .lighting a été créé en février 2014.

## Statistiques d'usage
En janvier 2025, environ 6 300 domaines utilisent l'extension .lighting.